# Starstruck (Years & Years)
Starstruck is een nummer van Britse eenmansband Years & Years uit 2021. Het is de eerste single van zijn derde studioalbum Night Call.
"Starstruck" gaat volgens frontman Olly Alexander over "het gevoel dat je krijgt als je met iemand bent waar je echt van houdt, het gaat over het vasthouden van een goed gevoel en het niet loslaten". Alexander schreef het nummer naar eigen zeggen in een studio op het platteland, buiten Londen. Hij stak al zijn energie in muziek tijdens de coronapandemie. De plaat werd een bescheiden hit in het Verenigd Koninkrijk, waar het de 31e positie behaalde. In het Nederlandse taalgebied had de plaat iets minder succes; met in Nederland een 8e positie in de Tipparade en in Vlaanderen een 30e positie in de Tipparade.